# Giovanni Schiaparelli

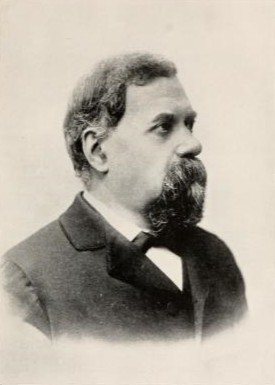
Giovanni Schiaparelli

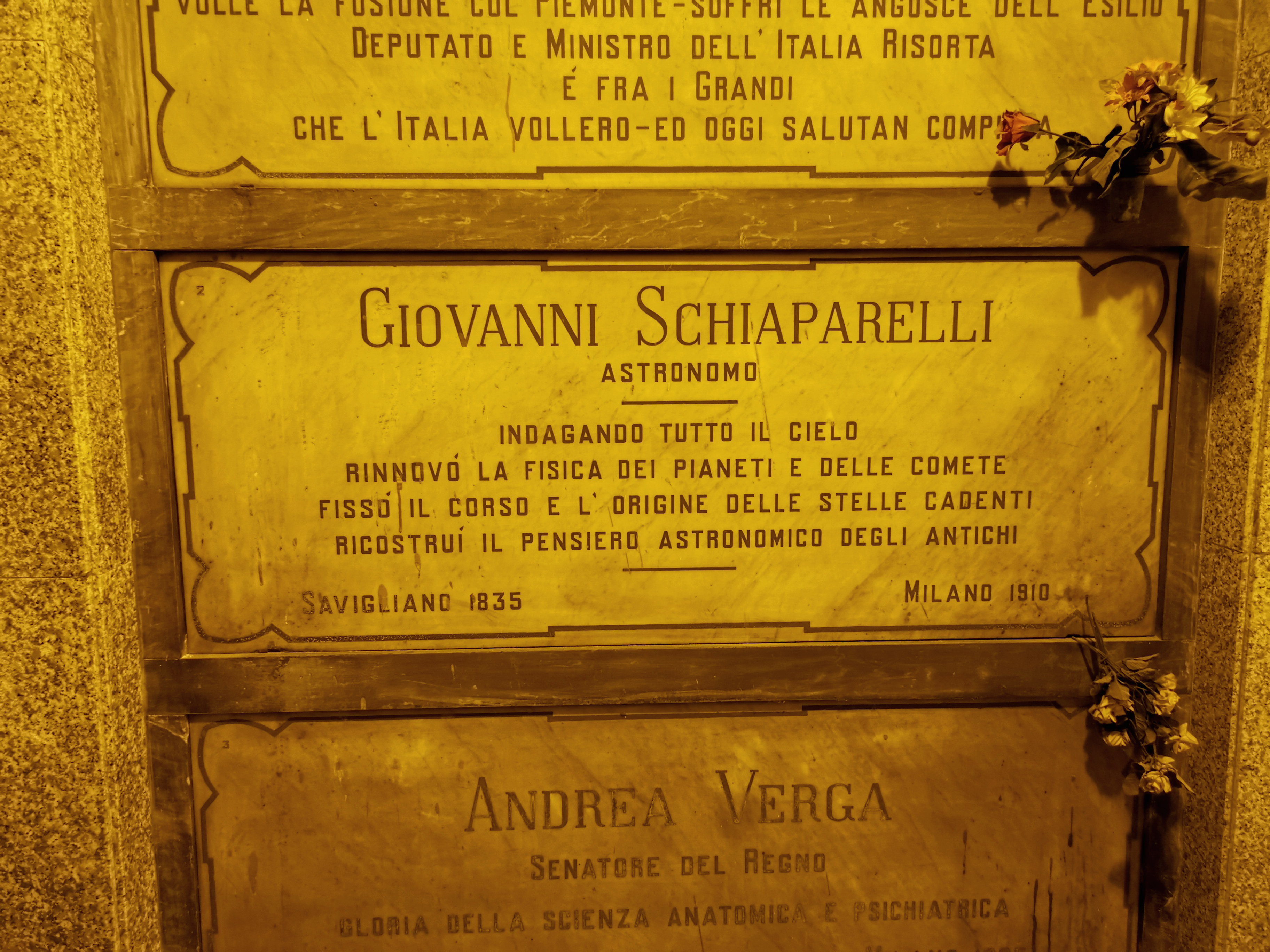
Grab auf dem Cimitero Monumentale Mailand

Giovanni Virginio Schiaparelli (* 14. März 1835 in Savigliano bei Cuneo; † 4. Juli 1910 in Mailand) war ein italienischer Astronom. Von 1864 bis 1900 war er Direktor der Brera-Sternwarte von Mailand.
Schiaparelli (sprich Skiaparelli) gilt als der scharfäugigste Astronom seines Jahrhunderts und wurde besonders durch seine Beobachtungen der Planeten Merkur, Venus und Mars bekannt. Auf letzterem entdeckte er 1877 scheinbare zarte Rinnen, die von den Medien bald Marskanäle genannt wurden und 80 Jahre lang ein Forschungsthema waren. Schiaparelli erforschte auch eudoxische Bahnkurven (Hippopeden) und zahlreiche Kometenbahnen und konnte deren Zusammenhang mit alljährlichen Meteorschauern nachweisen. Später befasste er sich u. a. mit Geschichte der Astronomie und insbesondere mit himmelskundlichen Aspekten im Alten Testament.

## Leben und Werk
Schiaparelli graduierte 1854 an der Universität von Turin in den Ingenieurwissenschaften der Architektur und Hydraulik. Für einige Zeit betrieb er private Studien in Astronomie, Mathematik und Sprachen. Im Jahr 1856 bekam er eine Stellung als Mathematiklehrer an einer Turiner Volksschule. Um Astronom zu werden, studierte er ab 1857 für zwei Jahre an der Berliner Sternwarte unter dem damaligen Direktor Johann Franz Encke. Ein weiteres Jahr arbeitete er am Pulkowo-Observatorium unter der Leitung von Wilhelm Struve. 1860 kehrte Schiaparelli nach Italien zurück, um in Mailand am Osservatorio Astronomico di Brera unter Francesco Carlini eine Stellung als „secondo astronomo“ anzutreten.
Weltbekannt wurde er durch seine Marsbeobachtungen und die vermeintliche Entdeckung der sogenannten Marskanäle (Canali) im Jahr 1877, als der Mars der Erde besonders nahekam. Diese linienförmigen Strukturen lagen nahe der Sichtbarkeitsgrenze der damaligen 30- bis 50-cm-Linsenfernrohre und erforderten spezielle Beobachtungserfahrung. Erst bei der nächsten Mars-Opposition 1879 wurde ihre Sichtung von anderen Astronomen bestätigt.
Schiaparelli hielt sie für natürlich entstandene, geradlinige Senken von bis zu 2000 km Länge und etwa 100 Kilometern Breite, durch die sich eventuell Wasser auf der ansonsten trockenen Oberfläche ausbreiten könne (La vita sul pianeta Marte, 1893). Doch eine fehlerhafte Übersetzung ins Englische (canals statt korrekt channels) ließ viele Journalisten an Kunstbauten denken. So entstanden Science-Fiction-Romane und ein jahrzehntelanger Mythos von Marsmenschen. 1894 baute Percival Lowell die Flagstaff-Sternwarte in Arizona, um die Marskanäle und das auf Mars vermutete Leben genauer zu erforschen.

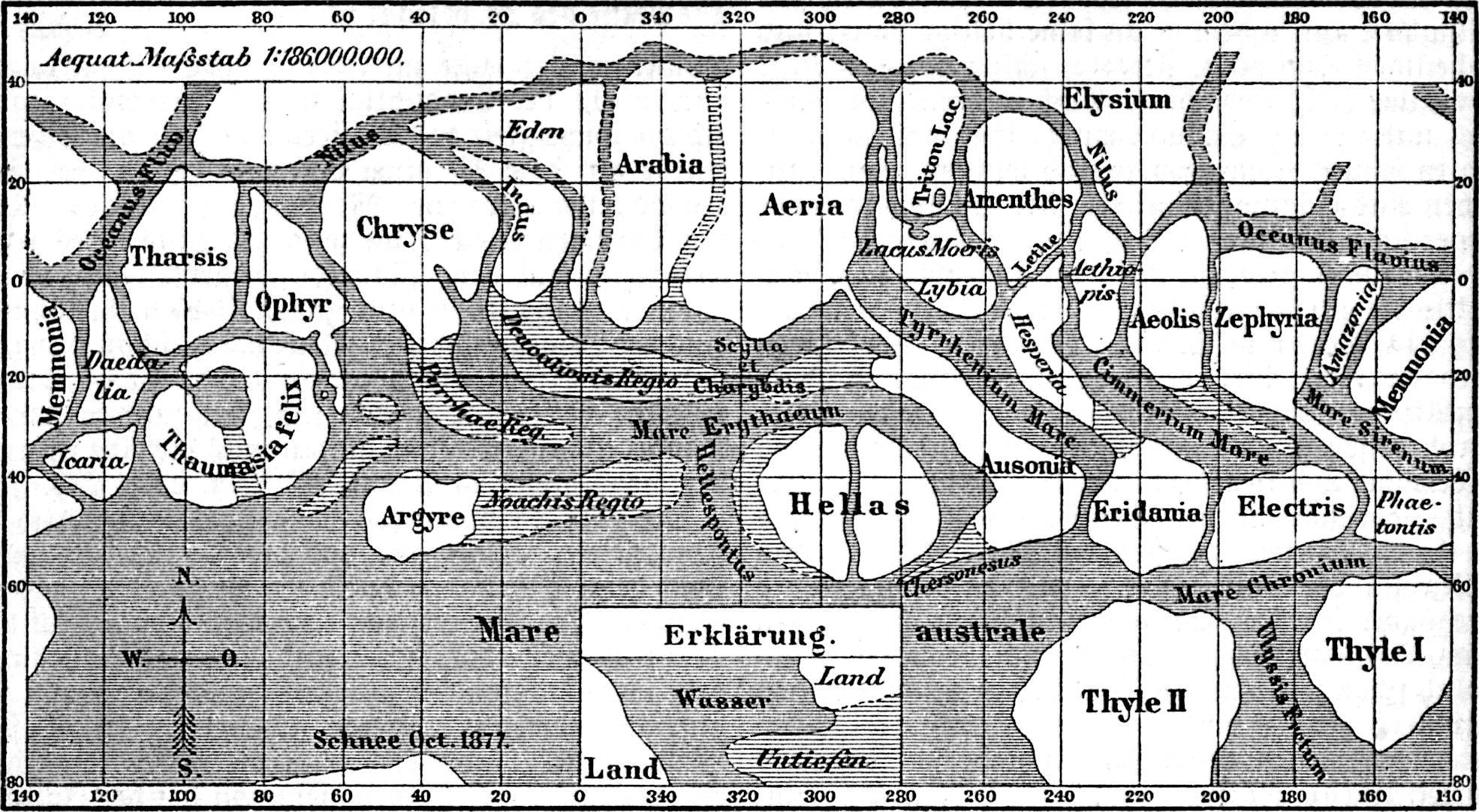
Karte der Marsoberfläche nach Schiaparelli

Erst 1965 beendeten die Fotos der US-Sonde Mariner 4 diese Spekulationen. Die Marskanäle gelten heute teilweise als optische Täuschung (Linienverstärkung durch korrelierte Reizung benachbarter Sehzellen); die flächigen Darstellungen Antoniadis von 1910–30 sind aber kaum detailreicher. Etwa die Hälfte der von Schiaparelli und anderen Astronomen kartierten Marskanäle dürften jedoch tatsächlichen Canyons, linienförmigen Geländeschatten, Talsystemen oder Kraterketten entsprechen. Jedenfalls beflügeln die Marskanäle die Fantasie von Schriftstellern bis heute.
Schiaparellis astronomische Forschungen betrafen auch den Merkur, die Venus, die Sonnenaktivität und die Doppelsterne. Auf dem Mond und auf dem Mars wurde ein Krater nach ihm benannt; auf dem Merkur ein Dorsum. Er bewies in einer preisgekrönten Arbeit, dass der Meteorstrom der Perseiden (August-Sternschnuppen) mit dem Kometen Swift-Tuttle von 1862 zusammenhängt.
Am Mars widmete er sich auch einer besseren Nomenklatur und den Veränderungen der rötlichen und grünlich-grauen Flächen sowie der weißen Polkappen.
Die Modeschöpferin Elsa Schiaparelli war seine Nichte.

## Veröffentlichungen (Auswahl)
- Die Vorläufer des Copernicus im Altherthum. Historische Untersuchungen.  In: Neue Preußische Provinzial-Blätter. Vierte Folge, Band 13, Königsberg i. Pr. 1876,  S. 1–46. S. 97–128. und  S. 193–221. sowie Übersetzer: Maximilian Curtze zusammen mit dem Verfasser: Die Vorläufer des Copernicus im Alterthum, Leipzig 1876 – Internet Archive

## Ehrungen
- Mitglied der Accademia dei Lincei (1870)
- Goldmedaille der Royal Astronomical Society (1872)
- Korrespondierendes Mitglied der Bayerischen Akademie der Wissenschaften (1873)[2]
- Korrespondierendes Mitglied der Russischen Akademie der Wissenschaften (1874), 1904 Ehrenmitglied[3]
- Cothenius-Medaille der Deutschen Akademie der Naturforscher Leopoldina (1876)
- Korrespondierendes Mitglied der Académie des sciences (1879) (seit 1902 auswärtiges Mitglied)[4]
- Assoziiertes Mitglied der Académie royale des Sciences, des Lettres et des Beaux-Arts de Belgique[5]
- Mitglied des Senato del Regno (1889)[6]
- Korrespondierendes und auswärtiges Mitglied der Königlich-Preußischen Akademie der Wissenschaften (1879/1904)[7]
- Auswärtiges Mitglied der Royal Society (1896)[8]
- Ehrenmitglied (Honorary Fellow) der Royal Society of Edinburgh (1897)[9]
- Mitglied der Accademia della Crusca (1907)[10]
- Mitglied der National Academy of Sciences (1910)